# Rayssa Leal
Pour les articles homonymes, voir Leal.
Jhulia Rayssa Mendes Leal, née le 4 janvier 2008 à Imperatriz (Brésil), est une skateuse brésilienne. À 13 ans, elle est vice-championne olympique du street aux Jeux olympiques d'été de 2020. Elle a également été médaillée d'or aux X Games.

## Carrière
Leal est née et vit à Imperatriz, la deuxième plus grande ville du Maranhão, et alterne études scolaires et formation. Elle a commencé à s'entraîner à ce sport à l'âge de six ans, après avoir reçu son premier skateboard à son sixième anniversaire, un cadeau d'un ami de la famille.
Leal attire l'attention pour la première fois à l'âge de sept ans grâce à des vidéos d'elle patinant dans un tutu et sautant de hautes structures sur son skateboard. La mère de Leal l'envoie à Tony Hawk qui la reposte le lendemain sur Twitter avec ce commentaire : « c'est incroyable : un heelflip de conte de fées au Brésil », ce qui lui vaut le surnom de A Fadinha do Skate, soit La petite fée du skateboard,,,,.
Leal participe au Street League Skateboarding 2019 à Londres, se classant troisième avec un score de 26,0, terminant devant Alexis Sablone, Letícia Bufoni et d'autres skateuses, mais derrière sa compatriote brésilienne Pamela Rosa et l'Australienne Hayley Wilson. En juillet 2019, elle se classe première au Street League Skateboarding à Los Angeles, menant le podium devant Pamela Rosa et Alana Smith. Toujours en 2019, elle remporte une quatrième place pour sa première apparition aux X Games,,,.

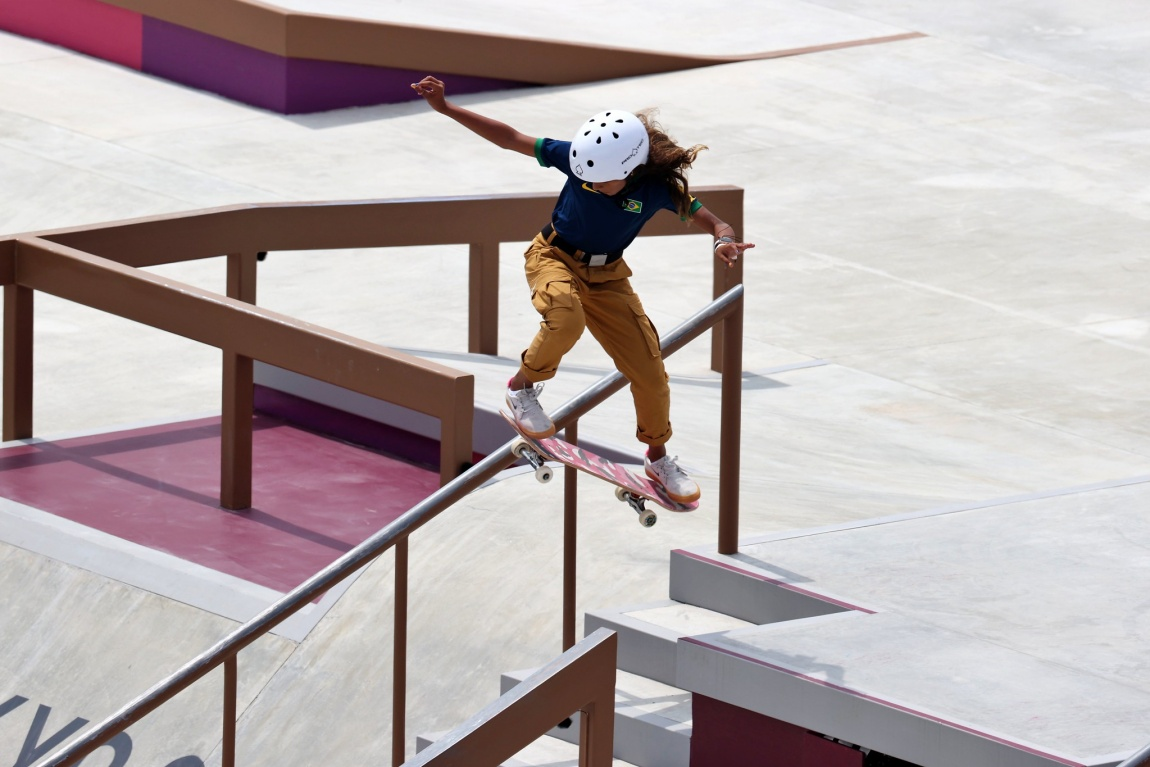
Rayssa Leal lors de la course de skate street aux Jeux olympiques de Tokyo 2020

Lors des Jeux olympiques d'été de 2020, elle remporte la médaille d'argent du street à l'âge de 13 ans. Elle devient la plus jeune médaillée de la délégation brésilienne, à 13 ans et 203 jours. De plus, elle est devenue la plus jeune personne en 85 ans à remporter une médaille aux Jeux olympiques, depuis la gymnaste Italienne Clara Marangoni, en 1928 (12 ans et 270 jours), devenant également la septième plus jeune personne de l'histoire à obtenir une médaille,.
Le 28 août 2021, Rayssa remporte la manche d'ouverture de la saison SLS 2021, qui se déroule à Salt Lake City. Lors de la dernière série de figures, Rayssa a besoin d'une note de 8,3 pour dépasser Funa Nakayama et obtient une note de 8,5. C'était le score le plus élevé de l'histoire de la SLS féminine, car aucune femme n'a réussi un 360º suivi d'une manœuvre de main courante dans une compétition officielle.
En mai 2022, à Chiba, au Japon, Rayssa devient championne des X Games, en battant Funa Nakayama et Chloe Covell.
En juillet 2024, aux Jeux olympiques de Paris 2024, à l'épreuve de skateboard street, Rayssa obtient la médaille de bronze en se plaçant à la troisième place de cette compétition.

## Palmarès

### Jeux olympiques
- Jeux olympiques de 2020 à Tokyo (Japon) :
  -  Médaille d'argent du skate street.
- Jeux olympiques de 2024 à Paris (France) :
  -  Médaille de bronze du skate street.

### Championnats du monde

#### Championnats du monde de skateboard
- Championnats du monde 2019 à São Paulo (Brésil) :
  -  Médaille d'argent du skate street
- Championnats du monde 2020 à Jacksonville (USA) :
  -  Médaille d'argent du skate street
- Championnats du monde 2021 à Rome (Italie) :
  -  Médaille de bronze du skate street
- Championnats du monde 2022 à Rio de Janeiro (Brésil) :
  -  Médaille d'or du skate street
- Championnats du monde 2023 à Charjah (Émirats arabes unis) :
  -  Médaille d'or du skate street

#### X Games
- X Games 2022 à Chiba (Japon) :
  -  Médaille d'or du skate street